# Hualgayoc (tỉnh)
Tỉnh Hualgayoc (tiếng Tây Ban Nha: Provincia de Hualgayoc) là một tỉnh thuộc vùng Cajamarca của Peru. Tỉnh Hualgayoc có diện tích 777 km², dân số thời điểm theo điều tra dân số ngày 11 tháng 7 năm 1993 là 75806 người. Tỉnh lỵ đóng ở Bambamarca.